# Lee Kuan Yew
Lee Kuan Yew (Singapore, 16 september 1923 – aldaar, 23 maart 2015) was een Singaporees politicus en van 1959 tot 1990 de eerste premier van Singapore. Hij werd premier nadat deze stad onafhankelijk was geworden van de voormalige kolonisator, het Verenigd Koninkrijk.

## Biografie

### Jeugd en opleiding
Lee Kuan Yew werd geboren in een Singaporese familie van Chinese afkomst, waar men Minnanyu sprak. Zijn vader was een Singaporese juwelier. Van 1936 tot 1942 studeerde Lee eerst aan het Raffles Instituut en daarna aan het Raffles College van Singapore. In 1946 vertrok hij naar Engeland, waar hij aan de London School of Economics en Cambridge University studeerde (1946-1949). In Engeland werd hij socialist.

### Politieke loopbaan
Van 1950 tot 1959 was Lee werkzaam als advocaat in Singapore. In 1954 richtte hij de People's Action Party (PAP) op, waarvan hij secretaris-generaal werd. In 1955 werd hij in de wetgevende vergadering gekozen.

#### Minister-president
In 1959 werd Lee Kuan Yew minister-president van de autonome kroonkolonie Singapore. In 1963 werd Singapore een onafhankelijke stadstaat, en in september van datzelfde jaar trad Singapore toe tot de Federatie Maleisië. Reeds in 1964 kwam het tot botsingen tussen de Maleiers en de Chinezen in Maleisië. Besprekingen tussen de Maleisische federale premier, Putra Alhadj en Lee Kuan Yew liepen op niets uit. In augustus 1965 trad Singapore uit de federatie en werd een onafhankelijke republiek. De nieuwe stadstaat trad toe tot het Britse Gemenebest. 

#### Autoritair heerser
Onder het bewind van Lee Kuan Yew groeide Singapore van een arm derdewereldland uit tot een van de meest welvarende landen ter wereld. Lee introduceerde de vrije markteconomie, maar zorgde er wel voor dat de Singaporese regering de economie goed kon controleren.
In 1966 won Lees PAP alle parlementszetels en werd de oppositie (de Socialistische Partij) monddood gemaakt. Bij alle daaropvolgende verkiezingen bleef de PAP de grootste partij in het parlement. Linkse leden binnen de PAP werden uit de partij gezet en vervangen door aanhangers van Kuan Yew. Pas in 1984 lukte het de oppositie om weer zetels in het parlement te veroveren. 
Lee, een overtuigd anticommunist, liet vanaf de jaren zeventig iedereen met linkse sympathieën gevangenzetten en door zijn krachtig, soms dictatoriaal optreden, liet hij duidelijk zien dat hij de touwtjes in handen had. Vanwege zijn dictatoriale bestuur werd Lees PAP in 1976 uit de Socialistische Internationale gezet.
In 1990 trad Kuan Yew af, na 31 jaar premier te zijn geweest. Hij werd vervangen door partijgenoot Goh Chok Tong. Als senior minister bleef hij echter op de achtergrond de machtigste man. 
Lee's zoon, brigadegeneraal Lee Hsien Loong, was van 2004 tot 2024 ook premier van Singapore. Hij had vanaf 1987 al ministersposten bekleed in de regeringen van zijn vader en onder Goh Chok Tong.

### Overlijden
Lee overleed op 23 maart 2015 in het Singapore General Hospital aan de gevolgen van een longontsteking.